# Théodore Baudon
 (juillet 2024).
Pour les articles homonymes, voir Baudon.
Auguste Théodore Baudon est un homme politique français né le 4 août 1848 à Mouy (Oise) et mort le 22 octobre 1913 à Paris.

## Biographie
Issu d'une famille de médecins installée à Mouy en 1816, Théodore Baudon s'oriente lui aussi vers la médecine. Ambulancier pendant la Guerre Franco-Prussienne de 1870, il s'installe ensuite comme médecin dans sa commune natale, et entame une carrière politique locale, sous la bannière républicaine et laïque. En 1876, il est élu conseiller municipal de Mouy et en devient maire en 1887. Entre-temps, il devient conseiller général de l'Oise en 1884 et conservera son mandat jusqu'à sa mort.
Impliqué dans la franc-maçonnerie, il est conseiller de l'ordre du Grand Orient de France de 1899 à 1902.
Maire et conseiller général de Mouy, il se présente aux élections législatives partielles du 18 février 1897, provoquée par le décès de député Lesage.
Il est élu, sous l'étiquette radicale, contre le maire de Beauvais, Charles-Olivier Hucher, candidat du centre-droit. Leur affrontement électoral se rééditera en 1898, 1902 et 1906, toujours au profit du maire de Mouy.
Pendant toute la durée de ses mandats de députés, il défend les positions radicales du moment, notamment pour l'impôt sur le revenu, et la lutte anti-cléricale.
De 1906 à 1910, il préside la commission de comptabilité de la Chambre des députés.
Sa carrière politique s'achève en 1910, quand Olivier Hucher obtient enfin sa revanche et l'emporte dans la circonscription de Beauvais.
Théodore Baudon s'installe alors définitivement à Paris, où il décède le 22 octobre 1913.